# USS Buck (DD-761)
USS Buck (DD-761) là một tàu khu trục lớp Allen M. Sumner được Hải quân Hoa Kỳ chế tạo trong Chiến tranh Thế giới thứ hai. Nó là chiếc tàu chiến thứ ba của Hải quân Mỹ được đặt theo tên James Buck (1808-1865), một thủy thủ từng được tặng thưởng Huân chương Danh dự trong cuộc Nội chiến Hoa Kỳ. Nhập biên chế khi Thế Chiến II đã kết thúc, nó đã tiếp tục phục vụ sau đó trong Chiến tranh Triều Tiên và Chiến tranh Việt Nam cho đến khi xuất biên chế và được chuyển cho Brazil năm 1973. Nó tiếp tục phục vụ cùng Hải quân Brazil như là chiếc Alagoas (D 36) cho đến khi ngừng hoạt động năm 1995 và bị tháo dỡ. Buck được tặng thưởng sáu Ngôi sao Chiến trận do thành tích phục vụ trong Chiến tranh Triều Tiên, và thêm sáu Ngôi sao Chiến trận khác trong Chiến tranh Việt Nam.

## Thiết kế và chế tạo
Buck được đặt lườn tại xưởng tàu của hãng Bethlehem Steel Co. ở San Francisco, California vào ngày 1 tháng 2 năm 1944. Nó được hạ thủy vào ngày 11 tháng 3 năm 1945; được đỡ đầu bởi cô Mary Nimitz, con gái Thủy sư Đô đốc Chester W. Nimitz, và nhập biên chế vào ngày 28 tháng 6 năm 1946 dưới quyền chỉ huy của Trung tá Hải quân H. H. Nielsen.

## Lịch sử hoạt động

### 1946 - 1950
Sau khi hoàn tất chạy thử máy huấn luyện vào tháng 9 năm 1946, Buck hoạt động cùng Hạm đội Thái Bình Dương dọc theo vùng bờ Tây, trải dài từ Acapulco, Mexico cho đến Ketchikan, Alaska. Từ tháng 12 năm 1948 cho đến mùa Hè 1949, nó được phái sang phục vụ tại Viễn Đông, và sau khi quay trở về San Diego, California, nó thực hiện những chuyến đi huấn luyện cho nhân sự Hải quân Dự bị Hoa Kỳ và cuộc tập trận “Miki” ngoài khơi quần đảo Hawaii. Con tàu lại được phái sang hoạt động tại khu vực Tây Thái Bình Dương lần thứ hai vào ngày 11 tháng 1 năm 1950, và không lâu sau khi quay trở về California vào ngày 25 tháng 4, nó đi vào Xưởng hải quân San Francisco để đại tu.

### Chiến tranh Triều Tiên

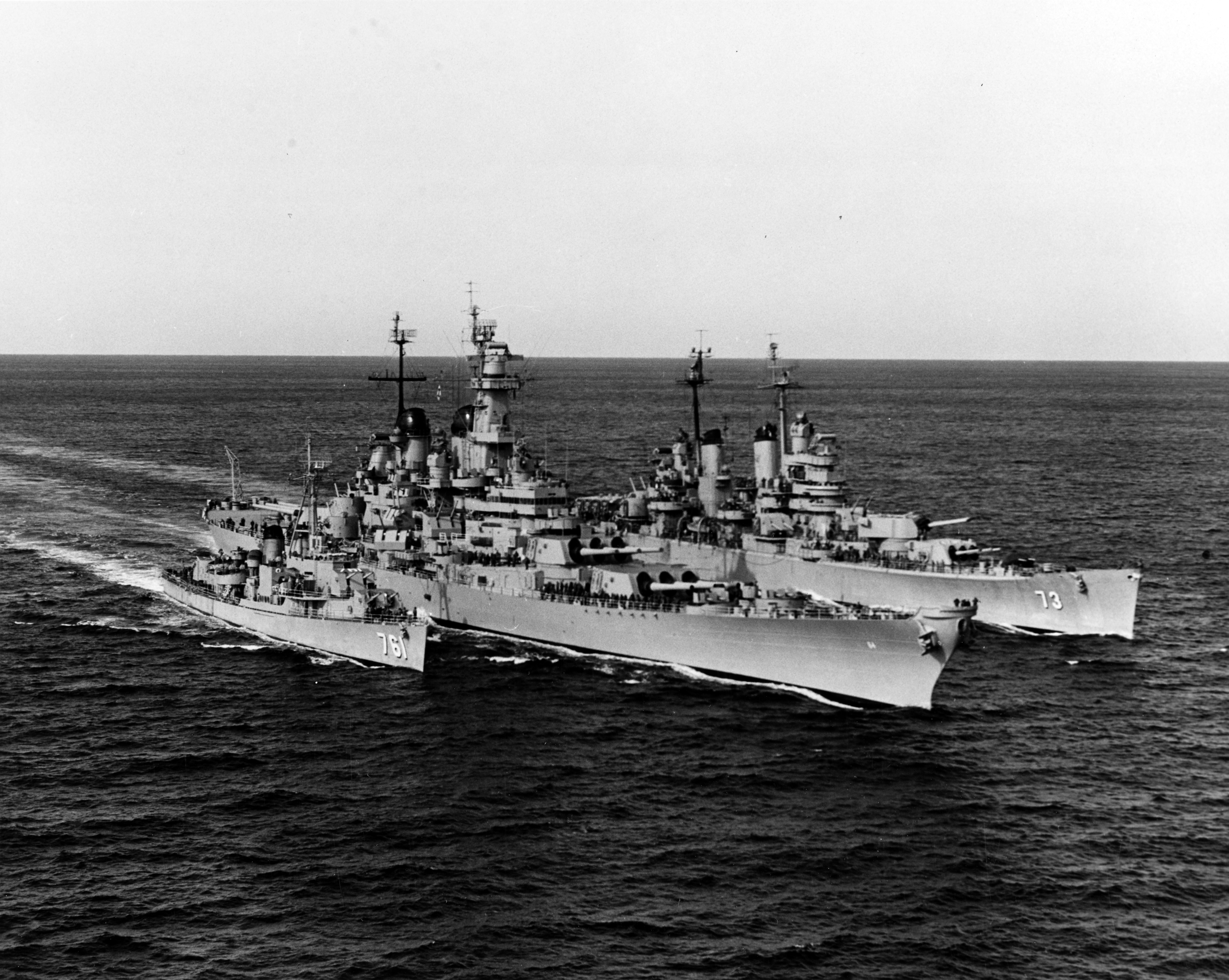
Buck, thiết giáp hạm và tàu tuần dương hạng nặng di chuyển trong đội hình ngoài khơi bờ biển Triều Tiên, 22 tháng 2 năm 1952

Đến cuối năm 1950, trong thành phần Đội khu trục 71, Buck tham gia lực lượng Liên Hợp Quốc trong cuộc Chiến tranh Triều Tiên. Nó bị hư hại đáng kể do mắc tai nạn va chạm với tàu khu trục chị em John W. Thomason (DD-760), và sau khi được sửa chữa tạm thời tại Sasebo, Nhật Bản, nó phải quay trở về vùng bờ Tây để được sửa chữa tại Xưởng hải quân Puget Sound, Bremerton, Washington từ tháng 1 đến tháng 3, 1951. Sau khi hoàn tất sửa chữa, nó quay trở lại vùng biển Triều Tiên vào ngày 30 tháng 4, và hoạt động cùng lực lượng Liên Hợp Quốc cho đến tháng 7, khi nó quay trở về vùng bờ Tây. Con tàu lại cùng Đội khu trục 71 khởi hành vào tháng 1, 1952 cho một lượt phục vụ khác tại khu vực Viễn Đông, hoạt động cùng lực lượng bắn phá và hộ tống, cũng như với các tàu sân bay nhanh cho đến khi quay trở về San Diego vào ngày 11 tháng 7. Trong lượt phục vụ thứ sáu tại Viễn Đông từ ngày 21 tháng 2 đến ngày 22 tháng 9, 1953, nó đã hoạt động cùng các lực lượng đặc nhiệm 72, 77, 95, 96 và 97 cho đến khi đạt được thỏa thuận ngừng bắn tại Triều Tiên.

### 1954 - 1973
Trong những năm tiếp theo, Buck tiếp tục hoạt động dọc theo vùng bờ Tây và hoàn tất ít nhất ba lượt hoạt động khác tại khu vực Tây Thái Bình Dương. Trong những chuyến đi này, nó hộ tống cho tàu sân bay, cơ động thực hành chống tàu ngầm và thực hiện các chuyến tuần tra ngoài khơi Trung Quốc và eo biển Đài Loan.
Trong những năm 1961-1962, Buck được cải biến theo Chương trình Hồi sinh và Hiện đại hóa Hạm đội II (FRAM: Fleet Rehabilitation and Modernization), khi những cảm biến và vũ khí chống tàu ngầm được nâng cấp đáng kể. Nó tiếp tục nhiều lần được phái sang Viến Đông, lần đầu tiên tham gia tác chiến trong cuộc Chiến tranh Việt Nam vào năm 1965, khi nó tuần tra để ngăn chặn việc vận chuyển vũ khí bằng đường biển.

### Alagoas(D 36)
Buck được cho xuất biên chế tại San Diego vào ngày 16 tháng 7, 1973 và được chuyển cho Brazil cùng ngày hôm đó. Nó tiếp tục phục vụ cùng Hải quân Brazil như là chiếc Alagoas (D 36) cho đến khi ngừng hoạt động vào ngày 30 tháng 6, 1995, và bị tháo dỡ sau đó.

## Phần thưởng
Buck được tặng thưởng sáu Ngôi sao Chiến trận do thành tích phục vụ trong Chiến tranh Triều Tiên, và thêm sáu Ngôi sao Chiến trận khác trong Chiến tranh Việt Nam.